# DN65B
De DN65B (Drum Național 65B of Nationale weg 65B) is een weg in Roemenië. Hij loopt van de DN65 in Pitești naar de A1 in dezelfde stad en vormt er zo de zuidelijke rondweg van. De weg is 7 kilometer lang.